# Eurosonic Noorderslag
ESNS (Eurosonic Noorderslag) is een non-profit showcase festival en conferentie voor en over Europese popmuziek dat jaarlijks vier dagen lang in januari in de Nederlandse stad Groningen plaatsvindt.
Eurosonic Noorderslag wordt georganiseerd door Stichting Noorderslag die als doel het versterken van de Europese popsector en promotie van Europese popmuziek heeft. Om dit te bereiken biedt de stichting een podium voor de presentatie van Europees muziektalent en bevordert zij de internationale uitwisseling hiervan. Middelen hiertoe zijn twee festivals (Eurosonic en Noorderslag), een conferentie, een talentuitwisselingsprogramma (European Talent Exchange Programme) en de presentatie van verschillende muziekprijzen.
De prijzen die tijdens Eurosonic Noorderslag worden uitgereikt zijn:
- EBBA Awards
- Popprijs
- European Festival Awards
- Interactive Awards
- Pop Media Prijs
- De Veer
- Lex van Rossen Award.[1]

Tijdens Eurosonic Noorderslag vinden ongeveer 300 optredens plaats en worden 150 panels georganiseerd. Het evenement trekt ongeveer 33.000 bezoekers (waaronder 3.000 professionals uit de muziekindustrie) uit meer dan 43 landen. De eerste editie van Eurosonic Noorderslag werd in 1986 onder de titel Noorderslag gehouden en was toen nog een “wedstrijd” tussen Belgische en Nederlandse bands. Ieder jaar wordt door de organisatie één land als focusland gekozen waar extra aandacht aan besteed wordt.
In 2021 en 2022 werd Eurosonic Noorderslag niet gehouden vanwege de coronapandemie die in 2020 uitbrak en Nederland beide jaren volledig stillegde in januari. In plaats daarvan werden deze edities live gestreamd via internet, zodat mensen deze thuis konden beleven.